# Elke von Radziewsky
Elke von Radziewsky ist eine deutsche Kunsthistorikerin und Autorin.

## Leben
Die 1983 in Hamburg über Kunstkritik promovierte Kunsthistorikerin hat 15 Jahre lang für die Wochenzeitung Die Zeit Kunstkritiken geschrieben. Seit 1988 arbeitet sie als Redakteurin bei der Hamburger Zeitschrift A&W Architektur & Wohnen und leitet die Ressorts Garten, Kunst, Antiquitäten und Handwerk, früher auch für die Zeitschrift Country. Zusammen mit ihrem Mann besitzt sie ein 7.000 m² großes ländliches Grundstück, das sie zeitweise als Selbstversorgergarten bewirtschaftet.

## Auszeichnungen
- 2003 wurde ihr Kinderbuch Die Sache mit dem grünen Daumen von der Wochenzeitung Die Zeit mit dem Kinder- und Jugendpreis Luchs des Monats ausgezeichnet.
- 2012 wurde ihr Buch Der Selbstversorger Garten mit dem Deutschen Gartenbuchpreis[6] als bester Ratgeber ausgezeichnet.

## Werke
- Kunstkritik im Vormärz, dargestellt am Beispiel der Düsseldorfer Malerschule. Studienverlag Brockmeyer, Bochum 1983, ISBN 3-88339-311-8 (= Dissertation, Universität Hamburg, 1983).
- Sammlung Otto Fritz Böhme. Drucke aus Offizinen im Raum der ehemaligen (Ost-) Hanse. Selbstverlag, Hamburg 1986.
- Paolo Uccello: Reiterschlacht. Rowohlt, Reinbek bei Hamburg 1996, ISBN 3-499-20784-2.
- Francisco José de Goya: Der Winter. Rowohlt, Reinbek bei Hamburg 1996, ISBN 3-499-20785-0.
- (mit Marion Nickig) Stiefmütterchen und Veilchen. Ellert und Richter, Hamburg 1999, ISBN 3-89234-837-5.
- Die Sache mit dem grünen Daumen: Eine Zeitreise durch die Geschichte der Botanik. Rowohlt-Taschenbuch-Verlag, Hamburg 2003, ISBN 3-499-21192-0.
- (hrsg. mit Ruth Hübotter) Häuser für Gärtner: Der Architekt Peter Hübotter. Dölling und Galitz, München 2004, ISBN 3-935549-95-4.
- Moderne Gärten, gestaltet von Landschaftsarchitekten in Deutschland, Österreich und der Schweiz. Fotos von Angela Franke, Callwey, München 2009, ISBN 978-3-7667-1774-0.
- Der Selbstversorger-Garten. Fotos von Jürgen Holzenleuchter, BLV, München 2011, ISBN 978-3-8354-0754-1.